# Charles New
Charles New was een Engelse methodistische zendeling in Oost-Afrika. Hij was de eerste Europeaan die de sneeuwgrens van de Kilimanjaro bereikte.

## Biografie
Charles New werd in 1840 geboren in de Londense wijk Fulham en was de vijfde van zeven kinderen. In zijn jeugd verdiende hij de kost als schoenlapper en toen hij achttien was leerde hij het vak van schoenmaker in Northampton. Het jaar erop trad hij toe tot de United Methodist Free Churches en predikte in kerken in Lancashire en Cornwall. Om zijn gebrek aan opleiding te compenseren oefende New zich in het schrijven en las hij de werken van William Shakespeare en verschillende Engelse dichters.

### Missiewerk in Kenia
In 1862 reisde New naar Oost-Afrika om de zendelingen Johann Ludwig Krapf en Thomas Wakefield te helpen met hun missiewerk. Mogelijk wilde New in de voetstappen van zijn oudere broer Joseph treden, die ook zendeling was en overleed in Sierra Leone. Op 1 mei 1863 kwam New in Kenia aan, waar hij de twee zendelingen ontmoette. Nadat New en Wakefield zich in de buurt van Mombassa hadden gevestigd maakten ze plannen om de Oromo op te zoeken in het oosten van Kenia. In oktober 1866 vertrokken ze, maar de Oromo bleken geen enkele interesse te hebben in het christendom. In februari 1867 kwamen New en Wakefield weer terug in Mombassa, verzwakt door de honger en geplaagd door muskieten en overstromingen.

### Eerste bezoek aan de Kilimanjaro

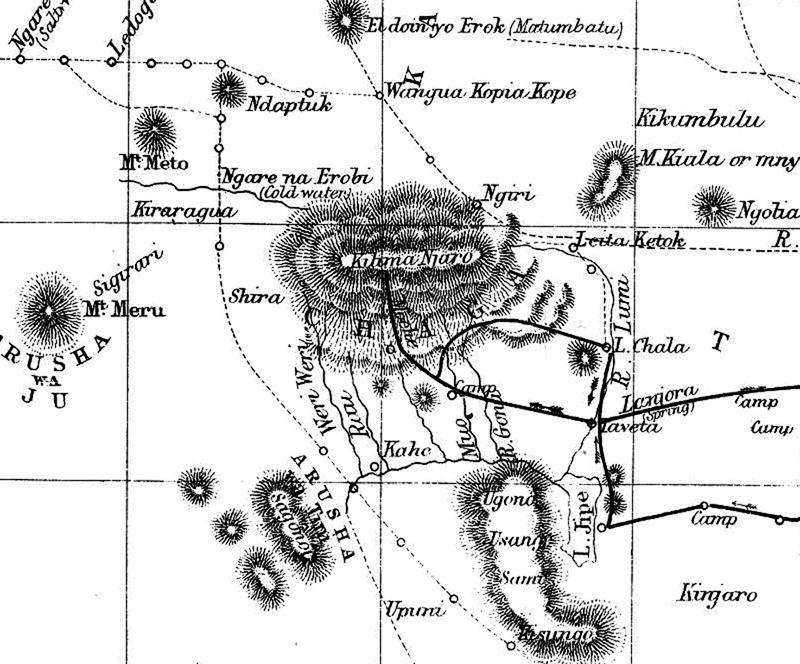
Een door New gemaakte kaart van de Kilimanjaro en zijn omgeving

New sprak baron Karl Klaus von der Decken, die tweemaal had geprobeerd de top van de Kilimanjaro te bereiken. Deze bracht New op het idee om de Wachagga te bezoeken, een volk dat op de zuidelijke uitlopers woont. Ook Krapf had de Kilimanjaro bezocht, net als zijn vroegere compagnon Johannes Rebmann, de eerste Europeaan die de berg bereikte. Na een gesprek met Rebmann besloot New in juli 1871 naar de Kilimanjaro te trekken. New werd gunstig ontvangen door de Wachagga en kreeg van hen toestemming om de berg te verkennen. In zijn rapport noemde New wel een stroeve ontvangst door Manga Rindi, ook wel Mandara genoemd, de Wachagga-hoofdman te Moshi.
New probeerde de top van de Kilimanjaro te bereiken, maar kwam niet boven de boomgrens. Bij zijn tweede poging in augustus besloot New het nog eens te proberen via de zuidoostelijke zijde van de berg. Ditmaal bereikte hij een hoogte van 4000 meter en kwam er als eerste Europeaan tot voorbij de sneeuwgrens. Ook maakte New een grondige studie van de omgeving van de berg en ontdekte zo het Chalameer ten zuidoosten van de berg. New verzamelde bovendien een groot aantal inheemse planten op de berghellingen, die hij vervolgens naar Joseph Dalton Hooker stuurde, een botanicus van de Kew Gardens in Londen.

### Terug naar Groot-Brittannië
Toen Charles New terugkeerde in Mombassa werd hij door John Kirk, de Britse consulaat van Zanzibar, uitgenodigd om deel te nemen aan de zoektocht naar de vermiste David Livingstone. Livingstone werd echter kort daarna door Henry Stanley gevonden en de expeditie werd afgelast.
In juli 1872 vertrok New naar Groot-Brittannië, waar hij in het hele land lezingen gaf waarin hij de slavernij in Oost-Afrika aan de kaak stelde. Ook tekende New in Londen zijn reiservaringen op in zijn boek Life, Wanderings, and Labours in Eastern Africa. Hierin gaf hij een felle kritiek op het in 1852 gepubliceerde boek Inner Africa laid open, waarin de geograaf William Desborough Cooley beweerde dat de sneeuw op de Kilimanjaro op een mythe berust.
In april 1874 werd New door de Royal Geographical Society beëdigd als Honorary Corresponding Member, als dank voor zijn inspanningen tegen de slavernij en zijn waardevolle geografische bijdragen. In mei van dat jaar reisde New terug naar Afrika om zijn zendingswerk rond de Kilimanjaro te hervatten.

### Tweede bezoek aan de Kilimanjaro
Toen Charles New in december 1874 bij de berg aankwam, raakte hij in conflict met de Wachagga. Arabische karavaanleiders hadden Manga Rindi en andere hoofdmannen tegen New opgezet wegens zijn pogingen om de slavernij te verbieden. New werd beroofd van vrijwel al zijn bezittingen, waaronder zijn geweer, zijn barometer en zijn gouden chronometer, een geschenk van de Royal Geographical Society. Bovendien kreeg hij dysenterie en keerde derhalve zwaar ziek terug naar Mombassa. New stierf kort daarna op 14 februari 1875.